# Panilleuse

Panilleuse este o comună în departamentul Eure, Franța. În 1 ianuarie 2018 avea o populație de 464 de locuitori.